# Vicky Wright
Victoria Wright, detta Vicky (Dumfries, 15 agosto 1993), è una giocatrice di curling scozzese.

## Biografia
Laureata all'Università caledoniana di Glasgow, lavora come infermiera all'ospedale di Larbert.

## Carriera
Nel 2021 si è laureata campionessa europea nella rassegna continentale di Lillehammer insieme alle compagne di squadra Eve Muirhead, Jenn Dodds, Hailey Duff e Mili Smith.
Nel 2022 ai Giochi Olimpici di Pechino si è laureata campionessa olimpica rappresentando la Gran Bretagna nel team di Eve Muirhead.

## Palmarès

### Mondiali junior
- Argento a Soči 2013;

### Europei
- Oro a Lillehammer 2021;
- Argento a Helsingborg 2019.